# Nassaubrug (Rotterdam)
De Nassaubrug is een ophaalbrug in het stadsdeel Feijenoord van de Nederlandse gemeente Rotterdam. De brug verbindt de Roentgenstraat met de Nijverheidstraat. De Nassaubrug verbindt beide zijden van de Nassauhaven.
De originele brug dateert van rond 1892 en had twee vallen. Deze werd in 1892 hernoemd naar het Nassau, tegelijkertijd werd de fabriekshaven omgedoopt tot Nassauhaven.
Die brug kwam in 1935/1936 in de gemeenteraad van Rotterdam ter sprake. De bovenbouw zou versleten zijn, de vernieuwing daarvan werd echter weggestemd. In 1938 was de slijtage dermate dat er een aanbesteding kwam voor het "maken en bedrijfsvaardige opstellen van den bovenbouw en van de mechanische en electrische bediening". Tijdens die vernieuwing werd goed gekeken naar de Grote Wijnbrug, ze kregen hetzelfde sobere uiterlijk. Ook die Grote Wijnbrug verving een oudere brug met twee vallen. De Nassaubrug werd een enkelvoudige ijzeren ophaalbrug. Ze is gebouwd op landhoofden van bak- en natuursteen. De hameipoort bestaat hier alleen uit pijlers. De verbinding daartussen dient tevens als verbinding tussen de balanspriemen. De aandrijving bestaat uit twee heugels. 
Tijdens de Duitse bezetting in de Tweede Wereldoorlog werd de naam 'gecorrigeerd' naar "Philips Willemsbrug". Deze naamswijziging werd vrijwel direct na de bevrijding teruggedraaid. In 1970 viel het ophaalmechanisme uit, waarbij de brug werd opengehouden voor de scheepvaart naar de toen nog drukke Nassauhaven, dat tegen de wens in van de bewoners van Feijenoord, die flink moesten omlopen dan wel omrijden. In 1990 werd het wegdek, dat nog van hout was, vervangen door aluminium.

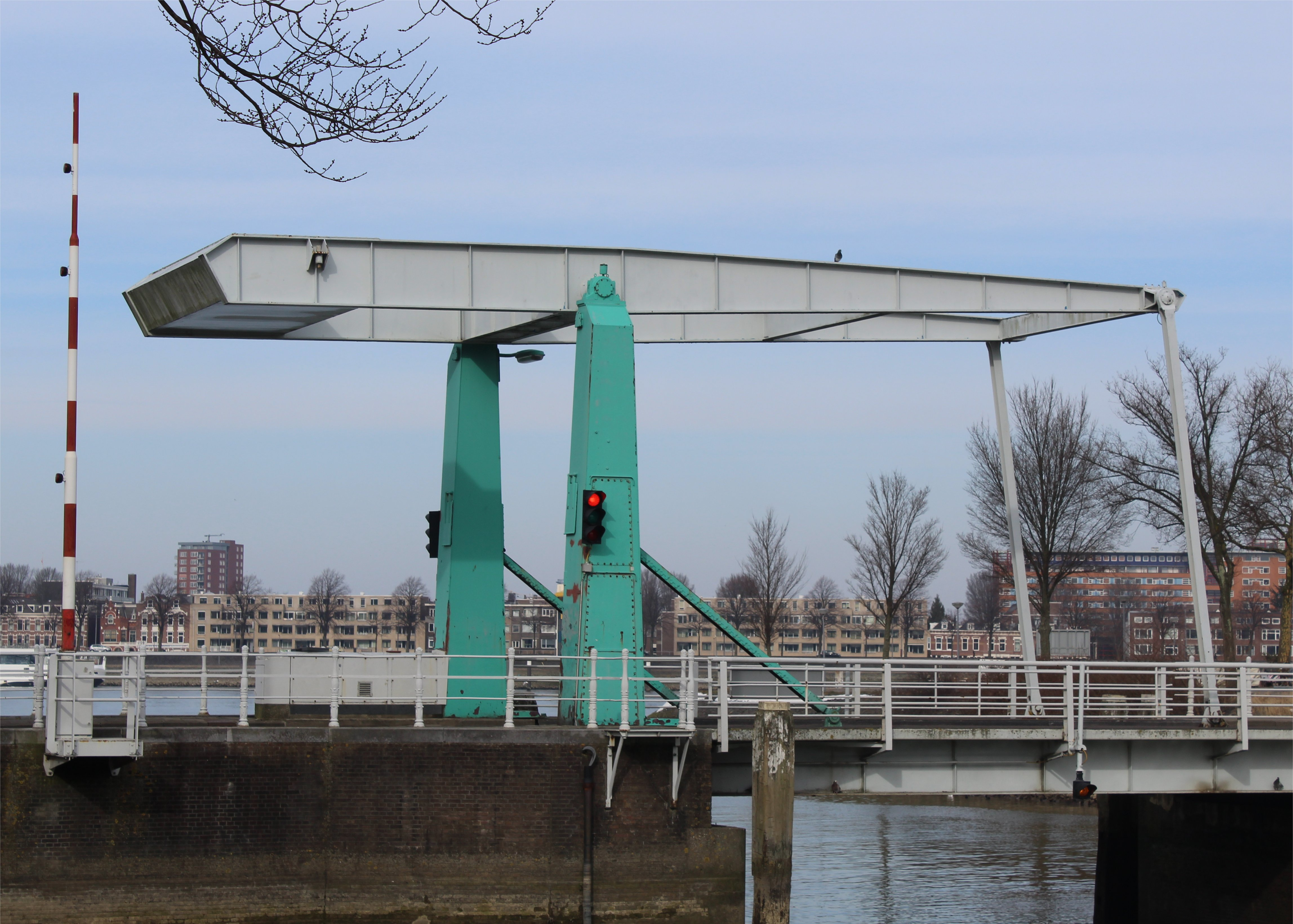
Nassaubrug (2018)
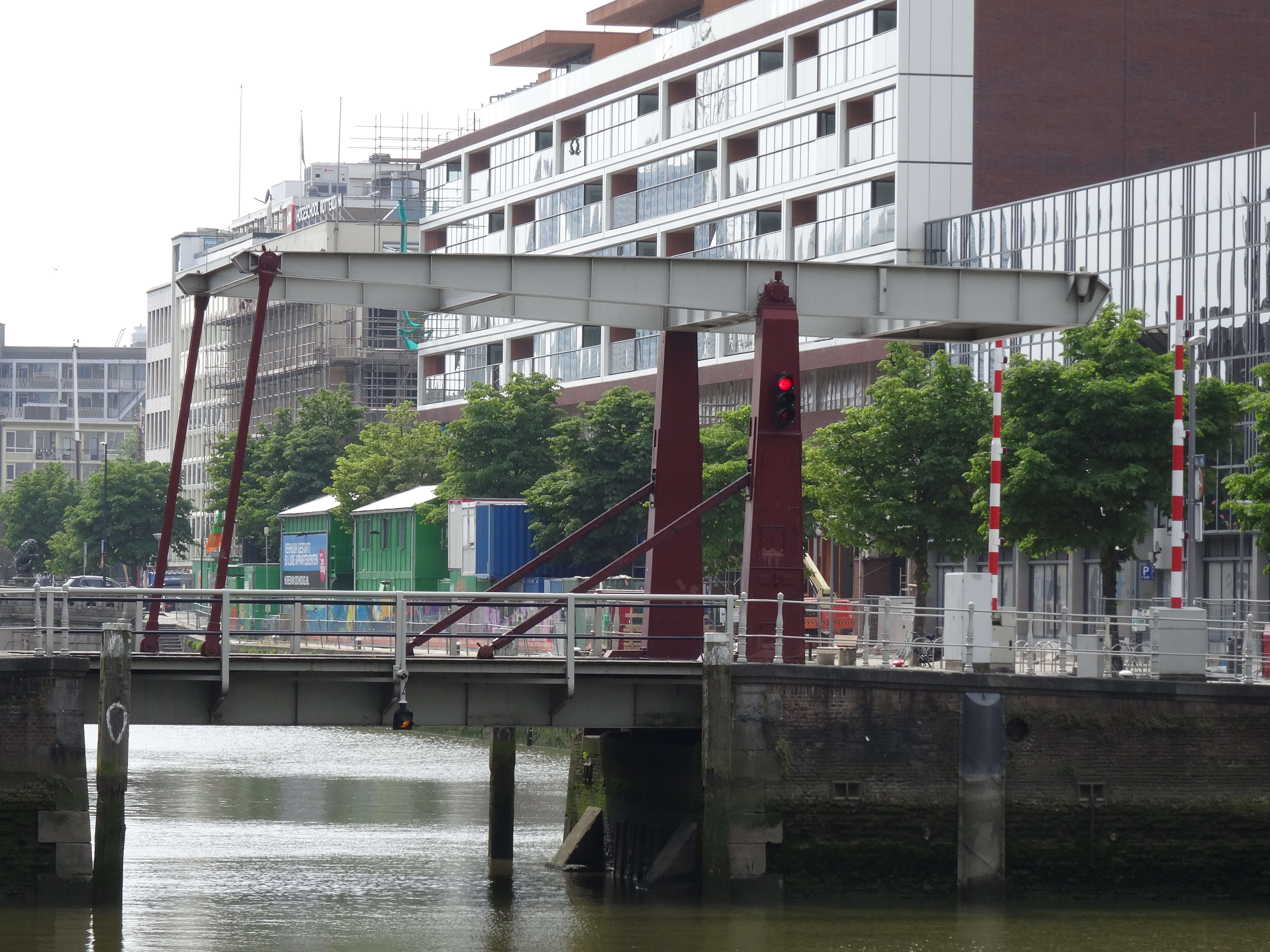
Grote Wijnbrug voor de renovatie (2013)